# Pararge herdonialeucocinia
Pararge herdonialeucocinia är en fjärilsart som beskrevs av Hans Fruhstorfer 1909. Pararge herdonialeucocinia ingår i släktet Pararge och familjen praktfjärilar. Inga underarter finns listade i Catalogue of Life.